# Thapelo Morena
Thapelo Morena (ur. 6 sierpnia 1993 w Randfontein) – południowoafrykański piłkarz, występujący na pozycji obrońcy w południowoafrykańskim klubie Mamelodi Sundowns FC oraz w reprezentacji Południowej Afryki. Uczestnik Pucharu Narodów Afryki 2023.

## Statystyki

### Klubowe
Na podstawie:
| Klub                | Sezonów | Liga                  | Liga  | Liga   | Puchar krajowy | Puchar krajowy | Kontynentalne | Kontynentalne | Suma  | Suma   |
| Klub                | Sezonów | Liga                  | Mecze | Bramki | Mecze          | Bramki         | Mecze         | Bramki        | Mecze | Bramki |
| ------------------- | ------- | --------------------- | ----- | ------ | -------------- | -------------- | ------------- | ------------- | ----- | ------ |
| Bloemfontein Celtic | 3       | Premier Soccer League | 50    | 8      | 5              | 0              | –             | –             | 55    | 8      |
| Mamelodi Sundowns   | 9       | Premier Soccer League | 167   | 9      | 43             | 3              | 73            | 10            | 283   | 22     |
|                     | Łącznie | Łącznie               | 217   | 17     | 48             | 3              | 73            | 10            | 338   | 30     |

### Reprezentacyjne
Na podstawie:
| Mecz i gole w reprezentacji podczas Pucharu Narodów Afryki 2023 | Mecz i gole w reprezentacji podczas Pucharu Narodów Afryki 2023 | Mecz i gole w reprezentacji podczas Pucharu Narodów Afryki 2023 | Mecz i gole w reprezentacji podczas Pucharu Narodów Afryki 2023 | Mecz i gole w reprezentacji podczas Pucharu Narodów Afryki 2023 | Mecz i gole w reprezentacji podczas Pucharu Narodów Afryki 2023 | Mecz i gole w reprezentacji podczas Pucharu Narodów Afryki 2023 | Mecz i gole w reprezentacji podczas Pucharu Narodów Afryki 2023 |
| Lp.                                                             | Data                                                            | Miasto                                                          | Przeciwnik                                                      | Wynik                                                           | Gole                                                            | Inne                                                            | Faza rozgrywek                                                  |
| --------------------------------------------------------------- | --------------------------------------------------------------- | --------------------------------------------------------------- | --------------------------------------------------------------- | --------------------------------------------------------------- | --------------------------------------------------------------- | --------------------------------------------------------------- | --------------------------------------------------------------- |
| 1.                                                              | 16.01.2024                                                      | Korhogo                                                         | Mali                                                            | 0:2 (0:0)                                                       |                                                                 |                                                                 | Faza grupowa                                                    |
| 2.                                                              | 21.01.2024                                                      | Korhogo                                                         | Namibia                                                         | 4:0 (3:0)                                                       |                                                                 | asysta                                                          | Faza grupowa                                                    |
| 3.                                                              | 24.01.2024                                                      | Korhogo                                                         | Tunezja                                                         | 0:0 (0:0)                                                       |                                                                 |                                                                 | Faza grupowa                                                    |
| 4.                                                              | 30.01.2024                                                      | San Pédro                                                       | Maroko                                                          | 2:0 (0:0)                                                       |                                                                 |                                                                 | 1/8 finału                                                      |
| 5.                                                              | 03.02.2024                                                      | Jamusukro                                                       | Republika Zielonego Przylądka                                   | 0:0 (k. 2:1)                                                    |                                                                 |                                                                 | Ćwierćfinał                                                     |
| 6.                                                              | 10.02.2024                                                      | Abidżan                                                         | Demokratyczna Republika Konga                                   | 0:0 (k. 6:5)                                                    |                                                                 |                                                                 | Mecz o 3. miejsce                                               |

## Sukcesy
Na podstawie:

### Klubowe
- Mistrz Południowej Afryki 2017/18, 2018/19, 2019/20, 2021/22, 2022/23, 2023/24
- Puchar Południowej Afryki 2019/20
- Superpuchar CAF 2016/17